# ヨーク郡 (サウスカロライナ州)
ヨーク郡（英: York County）は、アメリカ合衆国サウスカロライナ州の北部に位置する郡である。人口は28万2090人（2020年）。郡庁所在地はヨークであり、同郡で人口最大の都市はロックヒルである。ヨーク郡はシャーロット都市圏に属している。

## 歴史

### 植民前と植民地の歴史
ヨーク郡となった地域に最初にヨーロッパ人が接触したとき、先住民はカトーバ族インディアンであり、その人口は6,000人近く、主に農耕を行っていた。1540年代にエルナンド・デ・ソトが金を求めてこの地域を通過した。その数十年後、フアン・パルドがカトーバ川の東、現在のフォートミルの近くで、支配的な先住民族の観察結果を記録しており、後にそれがカトーバ族だと確認された。
カロライナ植民地は1670年に設立された。その12年後に3つの郡に分割された。ほぼ北半分に相当するのがクレイブン郡であり、現在のヨーク郡南半分を含んでいたが、ヨーク郡の北側はノースカロライナに属すると見なされていた。
南北2つのカロライナの境界が設定される以前（1772年から1805年に何度か修正が行われた）、ヨーク郡の北部はノースカロライナのブレイデン郡に属し、1750年には新しく作られたアンソン郡に組み入れられた（最初の土地特許と譲渡証書はアンソンで発行された）。1762年、アンソン郡の西部からメクレンバーグ郡が作られ、現在のヨーク郡北部も含まれた。その5年後にはトライオン郡（現在は無い）の一部となり、そこはノースカロライナのカトーバ川より西、ローワン郡の南に広がっていた。1772年にノースカロライナとサウスカロライナの境界が最終的に決着し、ヨーク郡の領域がサウスカロライナに組み入れられた時までトライオン郡の一部だった。
伝統的にサウスカロライナ・アップカントリーと呼ばれるカロライナ・ピードモントにおける最初のヨーロッパ人開拓者は、スコットランド・アイルランド系の長老派教会信者だった。1740年代にペンシルベニアにおける土地の賃借料や購入費が高騰したことで、彼らはグレートワゴン道路を南に下り、カトーバ川の西に入り、1750年代には現在のヨーク郡領域に定着した。

### 新獲得領土
1772年にサウスカロライナの領域となった後、その地域の大半は「新獲得領土」と呼ばれた。1785年、新しく設立されたサウスカロライナ州で、ヨーク郡は最初の郡の1つとなり、領域は1897年までそのままだったが、この年に北西隅の小部分が新設のチェロキー郡に渡された。
1780年までにサウスカロライナ・アップカントリーの人口は推計25万人以上となり、その多くはスコットランド・アイルランド系の長老派教会信者だったが、イギリスからのプロテスタントもかなりの数がいた。スコットランド・アイルランド系の人々は「クラチャンス」と呼ばれる地域社会、一族、家族関係の集団が特徴の散開した集落に定着しており、これはペンシルベニアや北アイルランドのアルスターにおける時と同様だった。クラチャンスは長老派教会の教会あるいは集会所の周りに発展し、信徒団の先駆けになった。ヨーク郡では全て長老派教会のベセル、ベセスダ、ビアシェバ、ブロックスクリークのいわゆる「4つのB」が最古の町となっている。

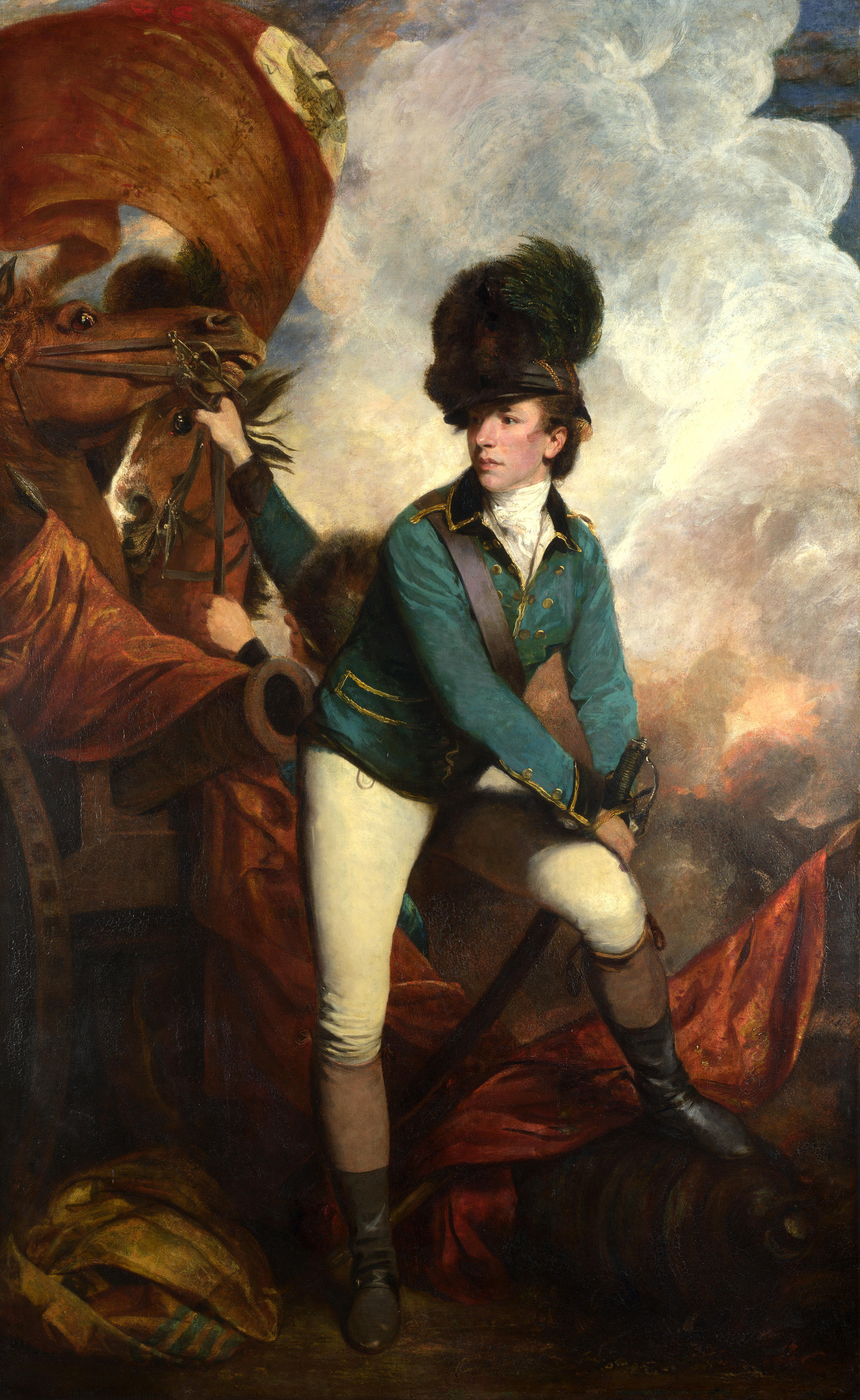
"バナスター・タールトン中佐"、ジョシュア・レノルズ画

ヨーク郡は西にチェロキー族、ショーニー族、クリーク族という非友好的なインディアン部族がおり、当時の首都チャールストンのイギリス役人からは、後背地の住人は未開であると見なされ、関心を寄せられなかったので、初期の開拓者はインディアンの襲撃目標にされた。地元で組織した民兵隊は初期の警察組織となり、インディアンや奴隷が関わる問題が無いか地域をパトロールし、地域を徘徊する大勢の無法者集団と見られる者達を取り締まった。「ビート中隊」とも呼ばれた民兵隊はフロンティアの健康な者すべてを入隊させた。

### アメリカ独立戦争
アップカントリーの住人はアメリカ独立戦争が始まってもすぐにはどちらの側にも付かず、邪魔されない限りは中立に留まることで満足していた。当初この戦争はイギリス王室とチャールストンの富豪の間の紛争だと見ていた。1780年、地域に3回の「侵入」があったことで、新獲得領土の住人は王室権力に対して反対を唱える側に立った。最初の侵入はバナスター・タールトンとのその「緑の竜騎兵隊」によるものであり、後の2つはチャールズ・コーンウォリス将軍によるものだった。チャールストン市が占領された後は、サウスカロライナの大半がイギリスに従ったが、1780年5月に近くのランカスター郡でワックスホーの虐殺が起こり、新獲得領土の住人はウィリアム・"ビリー"・ヒル、ウィリアム・ブラットン、サミュエル・ワトソン等が率いる地域抵抗集団に参加した。ワックスホーの虐殺に対する直接の反応として、ハックの敗北（別名ウィリアムソンのプランテーションの戦い）やキングスマウンテンの戦いの双方が新獲得領土で戦われ、その結果コーンウォリス将軍の軍隊は北に向かうことを強いられ、カロライナ・アップカントリーで敗北した後で、最終的にはヨークタウンで降伏することになった。

### ヨーク郡の初期
イギリス軍が敗北した後、アップカントリー住人はその地域を管理するようになり、戦後の大きな成長を体験した。1790年に行われた最初の国勢調査では、ヨーク郡の人口は6,604人であり、また923人は奴隷として登録され、その4分の1が9人の所有者に属していた。1790年に人口の15%が隷従状態だったが、州全体の平均は30%だった。

### 郡庁所在地の設立
1786年、郡の中心に近い幾つかの道路が集まる所、ファーガスの交差点に郡庁所在地が置かれた。この新しい町はヨークの村と呼ばれ、より一般的にはヨーク・コートハウスと呼ばれた。1841年、この町が法人化され、公式にヨークビルとなった。1823年、ロバート・ミルズが記録した町の人口は441人であり、このうち白人292人、黒人149人だった。1840年までに人口は600人に達し、1850年には住居数93、人口617人になっていた。南北戦争に向かう時代、ローカントリーのマラリアの起こる湿地を避け、アップカントリーの温暖な気候を求めるローカントリーの多くの農園主達にとって町は夏のリゾート地としての評判を得ていた。1860年までに町の人口は1,300人、わずか10年間で125%の成長を見ていた。南北戦争の間も、ローカントリーの住人にとって北軍による占領の間の逃避地として重要な地域になった。

### 南北戦争前のヨーク郡と南北戦争
1790年代にコットンジンが導入されたことで、郡の経済繁栄度は「キング・コットン」の重要性が増すと共に成長し、奴隷制度が経済の一体部分となった。1800年、アップカントリーの白人家庭の25%が奴隷を所有していたが、1820年には40%近くが奴隷所有者になった。奴隷の所有は1800年から1860年の間に著しく増加したが、大半の奴隷は大規模なプランテーションというよりも小規模か中規模の農園で働いていた。1800年のヨーク郡で人口の82.10%が白人だったが、1860年までにその比率は62.50%まで低下した。1860年の数値は、ヨーク郡の奴隷保有数が比較的少なく、農園の約70%が10人未満の奴隷を、3%未満が50人以上の奴隷を所有していたことを示している。
1860年の農園の状況は次の通りだった。
- 50エーカー (0.20 km2)未満: 20%
- 51 から 100エーカー (0.2 to 0.42): 23.9%
- 101 から 500エーカー (0.4 to 2km²): 53.9%
- 500エーカー (2 km2) 以上: 2.7%

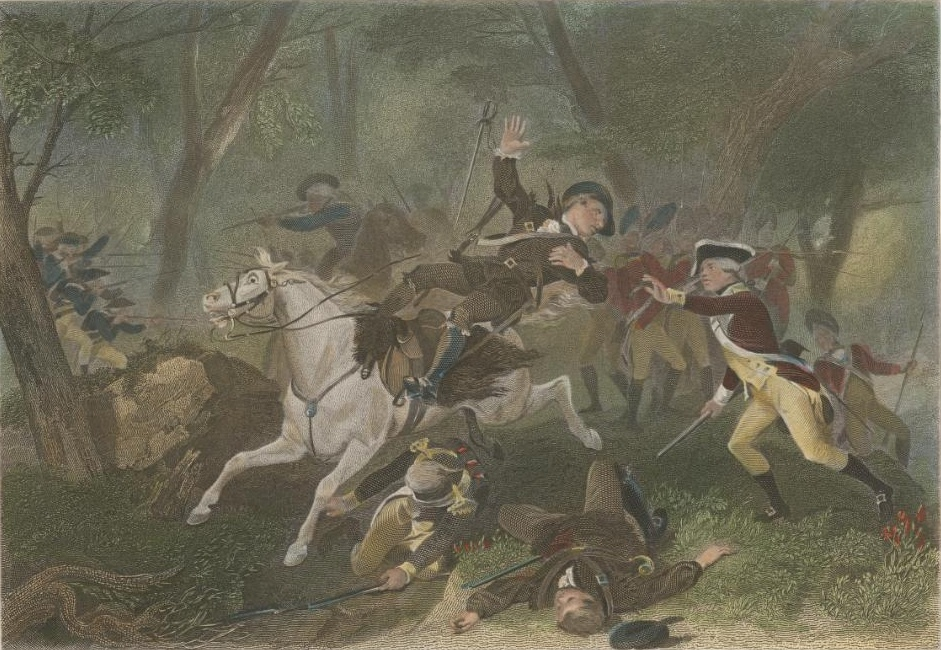
キングスマウンテンの戦い、ヨーク郡北西部で起こった

1810年のヨーク地区は人口1万人以上となり、そのうち3,000人以上が奴隷だった。1850年までに人口は15,000人となり、そのうち40%以上が奴隷だった。南北戦争の開戦前、郡の人口は約21,500人となり、そのほぼ半分が奴隷労働者だった。ヨーク郡は農業と深く結びついており、1850年時点で労働力の93%が農作に従事しており、一方国内の平均は78%が農業従事者だった。
1825年、ヨーク郡全郡で運営されていた郵便局はヨークビル、ブレアズビル、ホープウェルの3局だけだったが、1852年までに27局になっていた。郡最初の新聞は1823年に発刊された「ザ・ヨークビル・パイオニア」であり、1年と少し継続された。その後幾つかが続き、1855年に発刊された「ザ・ヨークビル・エンクワイア」が今日まで続いている。
1848年に認可されたキングスマウンテン鉄道会社がヨークビルとチェスターのシャーロット・アンド・サウスカロライナ鉄道を繋ぐ路線の建設を始め、1852年に開通した。シャーロット・アンド・サウスカロライナ鉄道の沿線にあり、1860年では住人100人に過ぎなかったロックヒルがヨーク郡東部の交通中心として急速に発展した。
南北戦争が始まったとき、1ダース以上の学校が運営されていた。最も有名だったのはヨークビルのキングスマウンテン士官学校であり、1854年にマイカ・ジェンキンスとアズベリー・カワードによって設立された。
南北戦争の開戦前、ヨーク地区はアップステイト・サウスカロライナでは最も人口の多い地区だった。1860年では郡内に4,379人の白人男性がいた。宣戦布告がなされた後に郡内で14個歩兵中隊が結成された。4,379人の白人男性のうち805人が戦死し、他に数百人が負傷した。その結果、ヨーク地区は州内でも最も高い死亡率になった。郡内では1865年にネーションズフォードでカトーバ橋を巡って戦闘が起こった。これが唯一の戦闘だった。

### 南北戦争後のヨーク郡と工業化の初期
レコンストラクションの時代、ヨーク郡の大規模土地所有者の多くがその土地を小農に切り売りする必要に迫られた。郡内農園の平均的広さはかなり小さくなり、小農の数が増加した。19世紀終盤の農業は、比較的小さな農場運営と土壌の質の無視が特徴であり、作物の多様化で恩恵を受けたが、1890年代、1920年代、1930年代と農業の困難さに繋がっていった。
戦後も郡内の鉄道開発が続き、1880年には州内で初の蒸気機関を動力に使ったロックヒル綿糸工場が、農業拡大と工業発展の新しい時代を切り開いた。ジョン・ゲイリー・アンダーソンが設立したロックヒル・バギー会社が、南部では初の自動車製造会社であるアンダーソン・モーター会社に成長した。ロックヒルの人口は1880年の809人から1895年には5,500人まで急増した。

### 20世紀
20世紀初期でも綿花の栽培が農業の主流のままであり、繊維産業が成長を続けた。ロックヒルが繊維産業の中心となり、工場が郡全体に建設された。サウスカロライナ州の綿花生産は1921年がピークであり、その後はワタミゾウムシ被害や、土地の侵食もあって長い衰退の歴史が始まった。1930年代のニューディール政策によって農夫は作物を転換することになり、綿花は次第に経済の重要性を失っていった。
1904年、カトーバ・ダムと発電所が完成した。カトーバ電力会社は1899年にウィリアム・C・ウィットナー、ジル・ワイリー博士とその弟のロバート・ワイリーによって設立された。建設は1900年に始まり、ダムと発電所が完工したときは南部でも最も重要な土木工事の成果となった。この事業がデューク発電会社の結成に繋がり、後には一連のダムと発電施設がノースカロライナ州とサウスカロライナ州のカトーバ川に建設された。カトーバ発電所はカトーバ・バレーの工業化を加速させた。1911年までに100万以上の紡織機が電力で稼働されていた。
20世紀後半までに、ヨーク郡はシャーロット市からの開発の波が押し寄せ、小規模農業は減退していった。しかし現在でも田園部的な性格を残している。

## 地理
アメリカ合衆国国勢調査局に拠れば、郡域全面積は696平方マイル (1,800 km2)であり、このうち陸地682平方マイル (1,770 km2)、水域は13平方マイル (34 km2)で水域率は1.91%である。
ヨーク郡はサウスカロライナ州北部の中央に位置し、ノースカロライナ州との州境に接している。西部はブロード川、東部はカトーバ川が自然の境界になっている。全領域がピードモント台地の中にある。多くの田園部では深い森があり、西部では田園的な性格を残しているが、シャーロット大都市圏に属し、郡内最大の都市ロックヒルの他、ティガケイとヨークの小都市、クロバー、フォートミル、ヒッコリーグローブ、マコネルズ、シャロン、レイクワイリーといった小さな町がある。
昔は藍晶石の世界最大の埋蔵量を誇り、露天掘りが行われていたヘンリーズノブは標高1,120フィート (340 m) であり、ノースカロライナ州境やクロバーの間tに近い。アメリカ合衆国官許保護局の記録に拠れば、この鉱山は酸性鉱業排出水と地下水汚染によってスーパーファンドの代替サイトに指定されている。

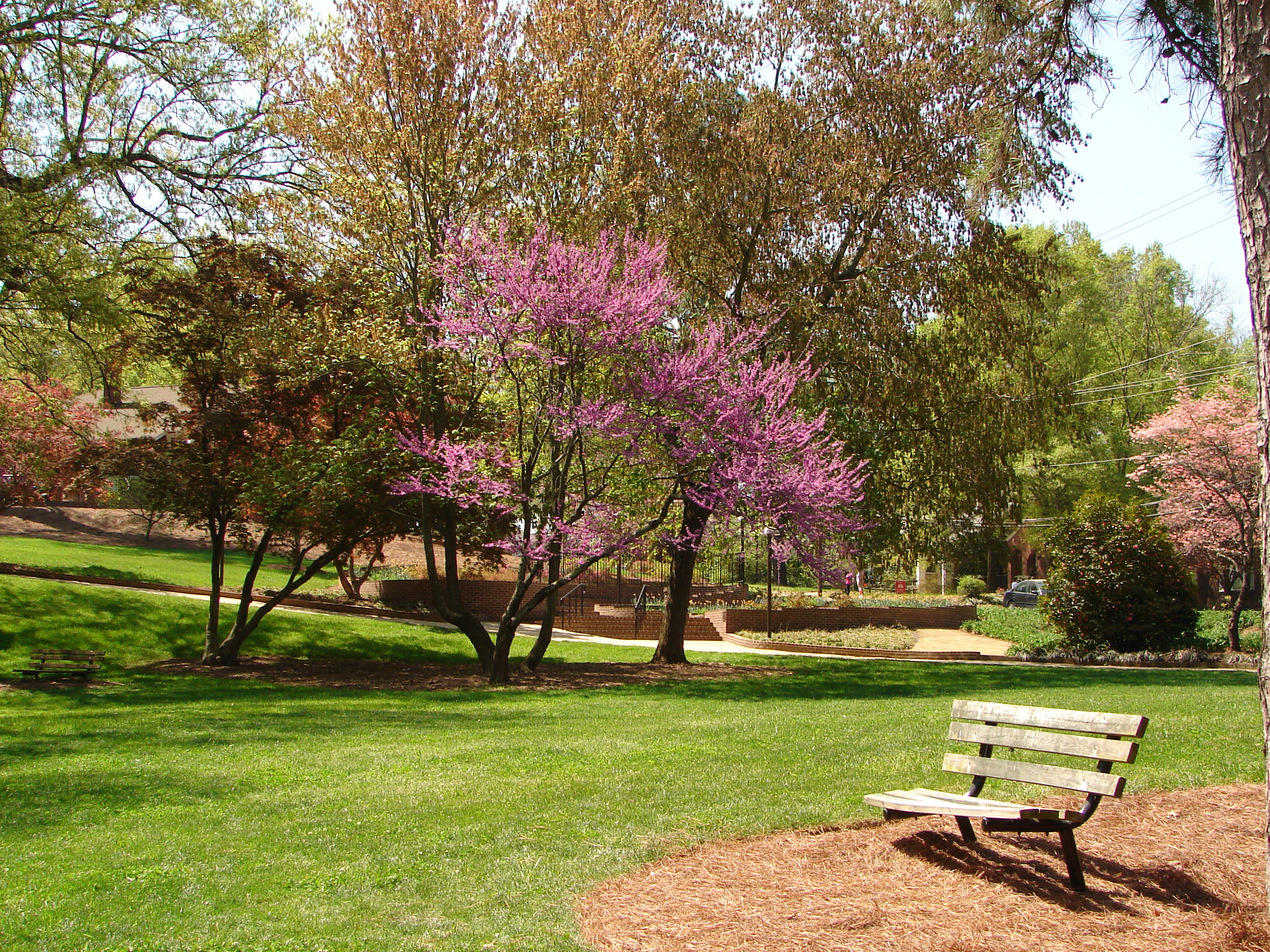
ロックヒルのグランケルン庭園

### 主要高規格道路
- 州間高速道路77号線
- アメリカ国道321号線
- アメリカ国道21号線
- サウスカロライナ州道122号線
- サウスカロライナ州道161号線
- サウスカロライナ州道5号線
- サウスカロライナ州道51号線
- サウスカロライナ州道901号線
- サウスカロライナ州道72号線
- サウスカロライナ州道274号線
- サウスカロライナ州道49号線

### 隣接する郡
- ガストン郡 (ノースカロライナ州) - 北
- メクレンバーグ郡 (ノースカロライナ州) - 北東
- ランカスター郡 - 東
- チェスター郡 - 南
- ユニオン郡 - 南西
- チェロキー郡 - 西
- クリーブランド郡 (ノースカロライナ州) - 北西

### 気候

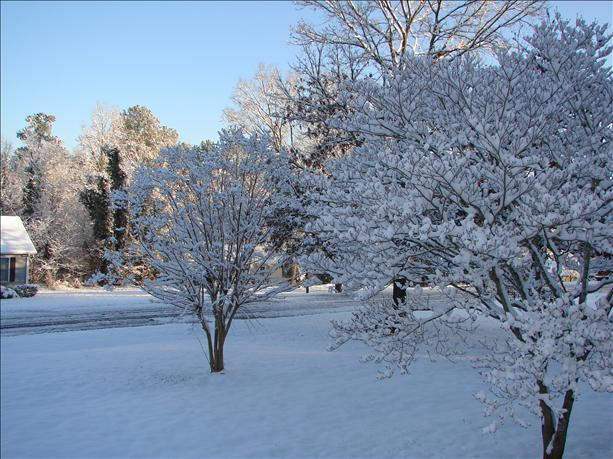
ヨーク郡に積もった5インチ (13 cm) の雪

ヨーク郡は温暖湿潤気候にあり、夏は暑くて湿気ており、冬は冷涼で乾燥する。降水量は季節による変化が少ない。7月が最も暑い月であり、平均最高気温は91°F (33 ℃)、平均最低気温は71°F (22 ℃) となる。最も寒い月は1月であり、平均最高気温は53°F (12 ℃)、平均最低気温は33°F (1 ℃) となる。過去最高気温は1985年8月21日にロックヒルで記録された106°F (42 ℃)、過去最低気温は1983年1月21日にやはりロックヒルで記録された-6°F (-21 ℃) である。

## 公園と保護地域

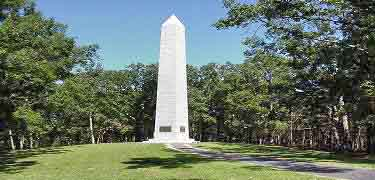
キングスマウンテン国立保護区

- キングスマウンテン国立軍事公園（部分）
- キングスマウンテン州立公園
- 歴史的ブラットンビル

## 山岳
- ヘンリーズノブ
- ジョーズ山
- キングスマウンテン
- ナニー山

## 人口動態
以下は2000年国勢調査による人口統計データである。
| 基礎データ - 人口: 164,614人 - 世帯数: 61,051 世帯 - 家族数: 44,933 家族 - 人口密度: 93人/km2（241人/mi2） - 住居数: 66,061軒 - 住居密度: 37軒/km2（97軒/mi2） 人種別人口構成 - 白人: 77.25% - アフリカン・アメリカン: 19.16% - ネイティブ・アメリカン: 0.85% - アジア人: 0.89% - 太平洋諸島系: 0.02% - その他の人種: 0.93% - 混血: 0.91% - ヒスパニック・ラテン系: 1.96% 先祖による構成 - アメリカ人：20.9% - アイルランド系：8.8% - ドイツ系：8.8% - イギリス系：8.8% - スコットランド・アイルランド系：7.2% 年齢別人口構成 - 18歳未満: 26.3% - 18-24歳: 9.5% - 25-44歳: 31.1% - 45-64歳: 22.8% - 65歳以上: 10.4% - 年齢の中央値: 35歳 - 性比（女性100人あたり男性の人口） - 総人口: 94.0 - 18歳以上: 90.2 | 世帯と家族（対世帯数） - 18歳未満の子供がいる: 35.4% - 結婚・同居している夫婦: 56.1% - 未婚・離婚・死別女性が世帯主: 13.3% - 非家族世帯: 26.4% - 単身世帯: 21.3% - 65歳以上の老人1人暮らし: 6.9% - 平均構成人数 - 世帯: 2.63人 - 家族: 3.05人 収入と家計 - 収入の中央値 - 世帯: 44,539米ドル - 家族: 51,815米ドル - 性別 - 男性: 36,713米ドル - 女性: 24,857米ドル - 人口1人あたり収入: 20,536米ドル - 貧困線以下 - 対人口: 10.0% - 対家族数: 7.3% - 18歳未満: 12.1% - 65歳以上: 9.6% |

## 都市と町

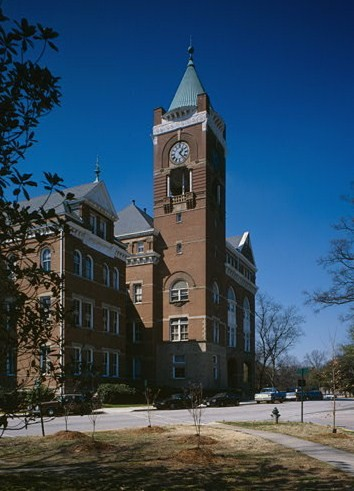
ウィンスロップ大学のティルマン・ホール、ロックヒル市

郡内に3市と6町がある。郡庁所在地はヨーク市であり、人口最大の都市はロックヒル市である。

### 都市
- ロックヒル
- ヨーク - 郡庁所在地
- ティガケイ

### 町
- クローバー
- フォートミル（都市部はヨーク郡とランカスター郡に跨るが、町の全域はヨーク郡内のみにある）
- ヒッコリーグローブ
- マコネルズ
- シャロン
- スマーナ（一部はチェロキー郡内）

### 村
- ホリーイスラムビル

### 未編入の町
- カトーバ
- ホープウェル
- インディアフック
- レイクワイリー
- レスリー
- ニューポート
- オグデン
- レッドリバー
- リバービュー
- スミス
- ターザ

### 廃村
- エベネザー
- フィルバート
- オークデール

## 教育
郡内には4つの教育学区がある。ヨーク郡教育学区第1区はヨークを含む郡の中央部と西部を、ヨーク郡教育学区第2区は郡北部とクローバーを、ヨーク郡教育学区第3区は郡南部とロックヒル市を、ヨーク郡教育学区第4区は郡東部とフォートミルを管轄している。郡内にはヨーク工科カレッジ、クリントン・ジュニアカレッジ、ウィンスロップ大学があり、すべてロックヒル市内である。